# Aquatlon
Aquatlon er en multisportsgren bestående af svømning og løb.
Aquatlon afvikles vanligvis i rækkefølgen: svømning – løb – svømning (- løb) (- svømning). For eksempel: 400 m svømning – 2 km løb – 400 m svømning eller 500 m svømning – 1 km løb – 500 m svømning – 1 km løb. I dansk konkurrencesammenhæng er der ingen faste distancer for aquatlon. 
Svømmedelen afvikles i åbent vand i havet eller i søer. Er vandet under en vis temperatur, da kan våddragt påbydes. Efter første svømmetur løbes på land og skiftes til løbesko i en afmærket skiftezone. Efter første løbetur løbes igen i skiftezonen og løbesko tages af og der svømmes ud på næste svømmetur og så fremdeles.
I Danmark afholdes ingen nationale mesterskaber i aquatlon. Konkurrencer afvikles fra tid til anden af triatlonklubber, hvilket understreger at aquatlon, ligesom duatlon, betragtes som værende en del af triatlonfamilien, dvs. henvender sig til triatleter, som alternativer til en klassisk triatlon (svømning – cykling – løb). Deltagelsen er dog åben for alle og ikke begrænset til triatleter.
- Wikimedia Commons har flere filer relateret til Aquatlon

| Sport | Spire Denne artikel om sport er en spire som bør udbygges. Du er velkommen til at hjælpe Wikipedia ved at udvide den. |